# Къща на Павлов
Къщата на Павлов (на руски: Дом Павлова), (други названия Дом на войнишката слава и Къща на Афанасиев-Павлов) е 4-етажна жилищна сграда, разположена на площад „Ленин“ във Волгоград, в която група съветски войници героично държат отбраната в продължение на 58 дни по време на Сталинградската битка. Някои историци смятат, че отбраната е ръководена от старши сержант Яков Павлов, който поема командването на отряда от старши лейтенант Иван Афанасиев, който е ранен в началото на битките., откъдето идва и името на къщата. Съществува обаче и друга версия, че Я. Ф. Павлов е бил командир на щурмова група, превзела сградата, а отбраната е ръководена от старши лейтенант И. Ф. Афанасиев.

## Преди войната
Четириетажната жилищна сграда на Регионалния потребсъюз с четири входа на улица „Пензенская“ 61, на площад „9 януари“ (сега площад „Ленин“) е построена в средата на 30-те години от архитект Сергей Волошинов. Тази къща се смята за една от най-престижните в Сталинград, до нея има елитни жилищни сгради: Домът на сигналистите, Домът на работниците от НКВД, Домът на железничарите и други. В къщата на Павлов живеят промишлени специалисти и партийни работници. Наблизо има и Къщата на Совконтрол – бъдещата Къща на Заболотни – огледално копие на Къщата на Павлов. Тези две сгради ще играят важна роля в защитата на площад „9 януари“. Според очевидци цветът на двете сгради е бил зелен. Между тези къщи има железопътна линия до държаната мелница № 4 (мелницата на Грудинин).

## Сталинградска битка
На 27 септември 1942 г. в резултат на бомбардировка от немски самолети архитектът на къщата Сергей Волошинов и бременната му съпруга са убити.
В района на площад „9 януари“ е 42-ри гвардейски стрелкови полк от 13-та гвардейска дивизия, който я защитава. Командирът на полка полковник Елин дава указания на капита Жуков да проведе операция за превземане на двете жилищни сгради с голямо значение. Създадени са две групи: групата на лейтенант Заболотни и сержант Павлов, които завземат тези къщи. Впоследствие къщата на Заболотни е опожарена и взривена от настъпващите германци. Тя рухва заедно с войниците, които я защитават. Разузнавателно-щурмова група от четирима войници, водена от сержант Павлов (включва войници от Червената армия А. П. Александров, В. С. Глущенко, Н. Я. Черноголов), заема четириетажната къща, посочена от Жуков (тя се намира в ничия земя и в нея има германци, не се оказва, че влизането в къщата е трудна задача, тъй като всички подходи към нея са плътно прострелвани от германците) и се закрепя в нея. В мазетата на къщата има цивилни и с тях медицинският инструктор на 3-ти батальон от същия полк, червеноармеецът С. С. Калинин, когото Павлов изпраща с рапорт в щаба на полка.
На третия ден в къщата пристигат подкрепления под командването на старши лейтенант Афанасиев (17 войници, друг войник от Червената армия е ранен по пътя и се въръща на позицията на полка), доставяйки тежка картечница и 3 противотанкови пушки с боеприпаси, а къщата се превръща във важен опорен пункт в отбранителната система на полка и целия 13-ти гвардейски полк. От този момент нататък старши лейтенант Афанасиев започва да командва защитата на сградата. Няколко дни по-късно в къщата пристига групата на младши лейтенант А. Чернишенко (4 войника и 2 ротни минохвъргачки). Гарнизонът е подчинен на командира на 7-а стрелкова рота от 42-ри гвардейски стрелкови полк старши лейтенант И. И. Наумов, чийто команден пункт е на основната позиция на ротата, но той често посещава къщата на Павлов и многократно участва в отблъскването на врага, като напада заедно с нейните защитници.
Още в първите нощи импровизираният гарнизон превъръща къщата в крепост на отбраната (което допринася до голяма степен за по-нататъшната и успешна защита): подходите към сградата от германските позиции са минирани, къщата е оградена с бодлива телена ограда, извън къщата са създадени скрити огневи точки, от къщата до позициите на полка е изкопан дълбок комуникационен проход за доставка на боеприпаси и е изградена напълно скрита под земята телефонна линия; в прозорците и стените са направени тесни амбразури за стрелба; войниците подготвяят няколко резервни позиции за всяко огнестрелно оръжие. Къщата е включена в системата за противопожарната отбрана на полка, подстъпите към нея са обстрелвани от съветски войници от три посоки, а подстъпите към съседните позиции също са обстрелвани от нея. Тоест „Къщата на Павлов“ не е била някакъв отделен изолиран обект, както някои автори понякога описват нейната защита. В дните на отбраната я посещават командирът на 13-та гвардейска дивизия полковник А. И. Родимцев, цялото командване на 42-ри гвардейски полк и 3-ти батальон на този полк.
Според мемоарите на Вилхелм Адам, полковник Роске му казвал, че немските щурмови групи са превзели долния етаж на сградата, но не са могли да го превземат изцяло. За германците е загадка как се снабдява гарнизонът на горните етажи.
Първите 30 дни на отбрана са особено трудни, когато германците се опитват всеки ден да превземат сградата. Германците организират атаки по няколко пъти на ден. Всеки път, когато войници или танкове се опитват да се приближат до къщата, И. Ф. Афанасиев и другарите му ги посрещат със силен огън от мазето, прозорците и покрива; те са подкрепени с огън от главните позиции на полка. На последния етаж е оборудван пункт за корекция на артилерийски огън, където всеки ден идва група артилерийски наблюдатели, водени от офицер.
По време на цялата защита на къщата на Павлов (от 23 септември до 25 ноември 1942 г.) в мазето има цивилни, докато съветските войски не започват контраатака.
От 31 защитници на дома на Павлов, трима загиват по време на защитата му – лейтенант А. Н. Чернишенко, сержант И. Я. Хаит и редник И. Т. Свирин. И Павлов, и Афанасиев са ранени, но оцеляват във войната.
Защитата на къщата продължава 58 дни. Източниците не казват какви са били германските загуби в числено изражение; и е малко вероятно германските доклади да подчертаят информация за загуби в този конкретен момент. Маршал Василий Чуйков пише в мемоарите си: „Тази малка група, защитаваща една къща, унищожи повече вражески войници, отколкото нацистите загубиха по време на превземането на Париж“. В този случай Чуйков се заблуждава: Париж е обявен за „отворен град“ и се предава на германците без бой, тоест нацистите нямат загуби при превземането на Париж.

## Защитници на дома Павлов
Данните за броя на защитниците варират от 24 до 31 (по едно време около 50 души са претендирали за името на Незнайния воин, защитил Дома на войнишката слава). В мазетата има и повече от тридесет цивилни; някои са тежко ранени от немски артилерийски огън.
| Защитници на дома на Павлов         | Защитници на дома на Павлов | Защитници на дома на Павлов                           | Защитници на дома на Павлов | Защитници на дома на Павлов | Защитници на дома на Павлов |
| Име                                 | Звание                      | Длъжност                                              | Въоръжение                  | Националност                |                             |
| ----------------------------------- | --------------------------- | ----------------------------------------------------- | --------------------------- | --------------------------- | --------------------------- |
| Павлов, Яков Федотович              | сержант                     | командир на картечаско отделение                      | картечен пистолет ППШ-41    | руснак                      |                             |
| Глущенко, Василий Сергеевич         | ефрейтор                    |                                                       | ръчна картечница            | украинец                    |                             |
| Александров, Александър             | красноармеец                |                                                       | ръчна картечница            | руснак                      |                             |
| Черноголов, Никита Яковлевич        | красноармеец                |                                                       | ръчна картечница            | руснак                      |                             |
| Афанасьев, Иван Филиппович          | лейтенант                   | командир на картечарски взвод и командир на гарнизона | картечница „Максим“ PM 1910 | руснак                      |                             |
| Чернышенко, Алексей Никифорович †   | младши лейтенант            | командир на отделение минометчици                     | миномет                     | украинец                    |                             |
| Гридин, Терентий Илларионович       | сержант                     |                                                       | миномет                     | руснак                      |                             |
| Воронов, Илья Васильевич            | ст. сержант                 | командир на картечарско отделение                     | картечница „Максим“ PM 1910 | руснак                      |                             |
| Хайт, Идель Яковлевич               | сержант                     |                                                       | картечен пистолет ППШ-41    | евреин                      |                             |
| Иващенко, Алексей Иванович          | сержант                     |                                                       | картечница „Максим“ PM 1910 | украинец                    |                             |
| Свирин, Иван Тимофеевич †           | красноармеец                |                                                       | ръчна картечница            | руснак                      |                             |
| Бондаренко, Михаил                  | красноармеец                |                                                       | ръчна картечница            | украинец                    |                             |
| Довженко, Павел. И.                 | красноармеец                |                                                       | картечница „Максим“ PM 1910 | украинец                    |                             |
| Собгайда, Андрей                    | ст. сержант                 | командир на поротивотанково отделение                 | противотанкова пушка        | украинец                    |                             |
| Рамазанов, Фаизрахман Зульбукарович | ефрейтор                    |                                                       | противотанкова пушка        | татарин                     |                             |
| Якименко, Григорий Иванович         | красноармеец                |                                                       | противотанкова пушка        | украинец                    |                             |
| Мурзаев, Талибай                    | красноармеец                |                                                       | противотанкова пушка        | казах                       |                             |
| Турдыев, Мабулат                    | красноармеец                |                                                       | противотанкова пушка        | таджик                      |                             |
| Тургунов, Камолжон                  | красноармеец                |                                                       | противотанкова пушка        | узбек                       |                             |
| Кисельов, В. М.                     | красноармеец                |                                                       | картечен пистолет ППШ-41    | руснак                      |                             |
| Мосиашвили, Нико                    | красноармеец                |                                                       | картечен пистолет ППШ-41    | грузинец                    |                             |
| Сараев, В. К.                       | красноармеец                |                                                       | картечен пистолет ППШ-41    | руснак                      |                             |
| Шаповалов, Андрей Егорович          | красноармеец                |                                                       | картечен пистолет ППШ-41    | руснак                      |                             |
| Хохолов, Гаря Бадмаевич             | красноармеец                |                                                       | снайперска винтовка         | калмик                      |                             |
| Рамазанов, Фейзрахман               | ефрейтор                    | командир на поротивотанково отделение                 | противотанкова пушка        | татарин                     |                             |

| Минохвъргачен отряд                        |
| Картечено отделение на сержант Иля Воронов |
| Бронебоен отряд                            |

Сред защитниците на гарнизона, които не са постоянно в сградата, а само периодично, са снайперистът Анатолий Иванович Чехов и медицинският инструктор Мария Степановна Улянова, които вземт оръжие по време на немски атаки.
В мемоарите на А. С. Чуянов като защитници на къщата все още са посочени: Степаношвили (грузинец), Цугба (абхазец). В книгата му изписването на някои фамилни имена също е различно: Сабгайда (украински), Мурзуев (казахски).
В следващите битки на Великата отечествена война участват А. П. Александров, М. С. Бондаренко, П. И. Довженко, В. М. Киселев, В. К. Сараев, И. Т. Свирин, А. А. Собгайда, М. Турдиев, Н. Я. Черноголов.
Фамилното име Цугба по-късно се появява в списъците на Руската освободителна армия.
Последният от защитниците на Червената армия на Дома на Павлов, участник по време на Сталинградската битка, е стрелецът с противотанкова пушка Камолжон Тургунов от село Барданкул, Туракургански район, Наманганска област на Република Узбекистан (починал на 16 март 2015 г. на 93 години в родината си) и стрелецът Дуйсенов Каламбай от село Мерке, Жамбълска област на Република Казахстан (починал на 4 май 2006 г.).
Анатолий Николаевич Куришов, който защитава легендарната къща на Павлов на 11-годишна възраст, е единственият жив от 25-те герои, участвали в това събитие, сега[ неясно? ] живее в Комсомолск на Амур.
На 27 юни 1945 г. с Указ на Президиума на Върховния съвет на СССР сержант Яков Федотович Павлов е удостоен със званието Герой на Съветския съюз за подвига, извършен в Сталинград.
Името на Пулбат Субгу е премахнато от списъка, поради това, че е дезертирал и се е присъединил към РОА.

## След войната
Къщата, държана от гарнизона на старши лейтенант И. Ф. Афанасиев, се счита за първата реставрирана сграда в Сталинград. Реставрацията на къщата официално започва на 9 юни 1943 г.  Черкасовското движение (профсоюзи по възстановяването на Сталинград (1943 – 1945)) започва с възстановяването на къщата. Подвигът на защитниците на къщата на Павлов е увековечен от мемориална стена на крайната стена на къщата от страната на площада. Надписът върху него гласи:
| „ | Тази къща в края на септември 1942 г. е окупирана от сержант Я. Ф. Павлов и неговите другари В. С. Глушченко, Н. Я. Черноголов през септември-ноември 1942 г. къщата е героично защитавана от войници от 3-ти батальон. 42-ри гвардейски стрелкови полк от 13-та гвардейска ордена на Ленин стрелкова дивизия: Александров А.П., Афанасиев И.Ф., Бондаренко М.С., Воронов И.В., Глущенко В.С., Гридин Т.И., Довженко П.И., Иващенко А.И., Киселев В.М., Мосиашвили Н.Г., Мурза ев Т., Павлов Я. Ф., Рамазанов Ф. 3., Сараев В. К., Свирин И. Т., Собгайда А. А., Тургунов К., Турдиев М., Хаит И. Я., Черноголов Н. Я., Чернишенко А. Н., Шаповалов А. Е., Якименко Г. И. | “ |

На 4 май 1985 г. на крайната стена на къщата от улица „Советская“ е открит мемориален стенен паметник. Автори са архитект В. Е. Масляев и скулптор В. Г. Фетисов. Надписът на мемориалната стена гласи: „В тази къща се сляха военните и трудовите подвизи“.
Къщата на Павлов е изобразена в панорамата „Разгромът на немско-фашистките войски при Сталинград“.
Настоящ адрес: улица „Советская“, сграда № 39. Първата среща на останалите живи ветерани от боевете за къщата на Павлов-Афансиев се провежда през 1957 г.